# Намібійський сільськогосподарський союз
Намібі́йської сільськогоспо́дарський сою́з (англ. Namibia Agricultural Union) — об'єднання фермерів Намібії, входить до Міжнародної федерації сільськогосподарських виробників.

## Історія
Намібійської сільськогосподарський союз створений у 1987 році для відстоювання прав фермерів Намібії. Спочатку лідером організації був Жан де Вет, а після його смерті в 2011 році зайняв пост глави Раймар фон Хасе. У 2012 році головою Намібійського сільськогосподарського союзу став Дерек Райт. У даний момент організацію очолює Райн Ван Дер Мерв. Один з членів організації, Поль Сміт, є радником президента Хаге Гейнгоба з питань сільського господарства.